# Борго Монтело (Латина)
Борго Монтело је насеље у Италији у округу Латина, региону Лацио.
Према процени из 2011. у насељу је живело 894 становника. Насеље се налази на надморској висини од 24 м.